# شیست سفید
شیست سفید (انگلیسی: Whiteschist) یک سنگ دگرگونی نادر است که در فشارهای بالا تا فوق‌العاده بالا شکل می‌گیرد. این سنگ دارای مجموعه کانی‌شناسی شاخص کیانیت + تالک است که رنگ سفید آن را ایجاد می‌کند. این نام در سال ۱۹۷۳ توسط زمین‌شناس و سنگ‌شناس آلمانی ورنر شرایر معرفی شد. این سنگ در نتیجه دگرگونی برخی از پلیتها، توالی‌های تبخیری یا بازالتهای دگرسان‌شده و فلسیک توده نفوذی آذرین تشکیل می‌شود. شیست‌های سفید در سامانه MgO–Fe
2O
3–Al
2O
3–SiO
2–H
2O (MFASH) شکل می‌گیرند. ترکیب شیمیایی این سنگ‌ها بسیار نادر است و در بیشتر موارد تصور می‌شود که در نتیجه دگرسانی متاسوماتیک و حذف عناصر متحرک مختلف به وجود آمده‌اند.

## پراکندگی
شیست‌های سفید به‌صورت عدسی‌ها یا قطعات کمربندهای کوهزایی تکتونیکی در مقیاس متر تا کیلومتر در سراسر جهان یافت می‌شوند. دو مورد از این رخدادها در مرکز آفریقا، یکی در تاسمانی، یکی در کالدونیدهای نروژ، دو مورد در آلپ و سه مورد در آسیا قرار دارند. یکی از وسیع‌ترین رخدادهای شیست سفید در کوه‌زایی لوفیلیان - کمربند زامبزی دیده می‌شود. این کمربند که در جهت شمال غرب-جنوب شرق امتداد دارد، حدود ۷۰۰ کیلومتر طول دارد. در این منطقه، شیست سفید همراه با سنگ‌هایی دارای مجموعه آنتوفیلیت–کوردیریت–کیانیت و نارسنگ–استورولیت–کیانیت یافت می‌شود. بیشتر رخدادهای شیست سفید در توالی‌های سنگ‌های رسوبی دگرگون‌شده اولیه توصیف شده‌اند و تصور می‌شد که نمایانگر لایه‌های تبخیری‌ها یا بنتونیت باشند. با این حال، امروزه شیست‌های سفید با سنگ آغازین‌های متنوعی از جمله آمفیبولیت تا گرانیت توصیف شده‌اند.

## تشکیل
شیست‌های سفید دارای ترکیب شیمیایی نادری هستند که به‌ندرت به‌عنوان ترکیب اولیه سنگ‌ها دیده می‌شود. این مسئله نشان می‌دهد که این سنگ‌ها تنها در شرایطی تشکیل می‌شوند که ترکیبات شیمیایی خاصی در نتیجه دگرسانی متاسوماتیک در مقیاس وسیع از آن‌ها حذف شده باشند و ترکیب اصلی سنگ به شدت تغییر کند. عناصر متحرکی که ممکن است حذف شوند شامل Na
2O, CaO, K
2O, MnO, P
2O
5, Rb, Ba, Th هستند. یکی دیگر از ویژگی‌های شیست‌های سفید این است که آهن و منگنز تنها در بالاترین عدد اکسایش خود در این سنگ‌ها حضور دارند، که نشان می‌دهد سیالی که مسئول متاسوماتیسم بوده، دارای فراریت اکسیژنی بالایی بوده است. واکنش اصلی که در تشکیل این سنگ نقش دارد به‌صورت زیر است:
Mg-کلینوکلر + کوارتز → تالک + کیانیت
این واکنش برای تعیین پایداری مجموعه شیست سفید استفاده شده است. با این حال، در حداقل یک مورد، واکنش کلی به‌صورت زیر گزارش شده است:
فلوگوپیت + آمفیبول + پلاژیوکلازها → کیانیت + تالک + کوارتز + Fe(هماتیت) + Na, Ca, K, Mn (در فاز سیال)
این واکنش نشان می‌دهد که واکنش اصلی ممکن است برای توصیف کامل محدوده پایداری مجموعه کیانیت + تالک تحت شرایط فراریت اکسیژنی بالا ناکافی باشد.